# انستیتوی فیلم آسیا پاسیفیک
انستیتوی فیلم آسیا پاسیفیک (انگلیسی: Asia Pacific Film Institute) یک آموزشگاه فیلم در فیلیپین است.
این آموزشگاه، اولین آموزشگاه فیلم در کشور است که به صورت خوداتکا به فعالیت پرداخته و به صورت مستقل مدیریت می‌شود. این مؤسسه، بدون هیچ سرمایه‌گذاری یا وابستگی به کالج، دانشگاه، نهاد یا انجمن فیلم، تمام خدمات آموزشی و امکانات تعلیم در بخش فیلم‌سازی مدرن و کلاسیک را ارائه می‌دهد.